# Гожев, Александр Константинович
Александр Константинович Гожев (1847—1912) — русский юрист, сенатор; тайный советник.

## Биография
Родился 6 (18) октября 1847 года.
В 1868 году окончил юридический факультет Московского университета. Служил старшим помощником обер-секретаря Гражданского кассационного департамента Правительствующего сената (1877—1878).
Был председателем департамента Киевской судебной палаты; с 1 января 1890 года — в чине действительного статского советника.
Вместе с производством в тайные советники 7 марта 1901 года был назначен сенатором.
Умер 11 (24) октября 1912 года.
Известен также как составитель (вместе с И. С. Цветковым под руководством сенатора А. А. Книрима) «Сборника гражданских законов» (Санкт-Петербург: Ред. комис. по сост. Гражд. уложения, 1885—1889).

## Награды
- орден Св. Владимира 3-й ст. (1887)
- орден Св. Станислава 1-й ст. (1893)
- орден Св. Анны 1-й ст. (1900)